# Ciclo do fósforo no oceano
O ciclo do fósforo no oceano refere-se aos processos de transformação e ciclagem do elemento químico fósforo no ambiente marinho. Essa ciclagem no oceano faz parte do ciclo biogeoquímico global do fósforo, que envolve sua circulação entre a hidrosfera, a atmosfera, a biosfera e a camada superficial da geosfera. O ciclo do fósforo no oceano tem grande importância para os organismos marinhos, visto que esse elemento químico compõe as moléculas de RNA e DNA, que são fundamentais para a vida. O fósforo também é considerado um fator limitante à produtividade primária no oceano global por ser um dos principais micronutrientes para o fitoplâncton. O ciclo do fósforo é sedimentar (seu principal reservatório é a litosfera) e bastante lento, diferentemente do ciclo do carbono e do ciclo do nitrogênio que são mais rápidos.[carece de fontes?]

## Especiação do fósforo na água do mar
O fósforo particulado e o fósforo dissolvido são diferenciados a partir de técnicas de separação, como a filtração da água do mar através de membranas com porosidade de 0,45 µm. Neste caso, o fósforo dissolvido na água do mar é aquele que passa pela membrana. Tais espécies químicas incluem o fósforo inorgânico (em geral, na forma do íon ortofosfato), componentes de fósforo orgânico e fósforo coloidal macromolecular. O fósforo particulado (fração que fica retida na membrana juntamente com o material particulado em suspensão) é composto por plâncton vivo, restos de organismos mortos, precipitados de minerais de fósforo, fósforo adsorvido a partículas minerais e fases de fósforo amorfo. Para cada uma dessas frações, particulada e dissolvida, o fósforo pode se apresentar nas formas inorgânica (ortofosfato, pirofosfato, polifosfato e minerais contendo fosfato) ou orgânica (éster-fosfato, diéster-fosfato, fosfonatos).
As formas inorgânicas do fósforo resultam da ionização do ácido fosfórico (H3PO4) como mostrado a seguir:
{\displaystyle {\ce {H_3 PO_4 -> H^+ + H_2 PO_4^-}}}
{\displaystyle {\ce {H_2 PO_4^- -> H^+ + HPO_4^2-}}}
{\displaystyle {\ce {H PO_4^2- -> H^+ + PO_4^3-}}}
Em soluções aquosas, o pH influencia bastante a especiação do fósforo. Por exemplo, o íon H2PO4- predomina em soluções com pH inferior a 7,3. Já o HPO42- predomina em soluções de pH igual ou maior que 7,3. Considerando que o pH da água do mar está em torno de 8, o íon ortofosfato (HPO42-) é a espécie química predominante. Quando o pH está entre 7 e 9, em águas com significativa concentração de cálcio, o fosfato (PO43-) pode precipitar diretamente da água. O HPO42- é facilmente sequestrado em várias fases minerais de carbonato, fluorapatita, oxi-hidróxidos e argilas ricas em ferro.

## Ciclagem do fósforo no oceano
O fitoplâncton assimila o fósforo inorgânico dissolvido (em geral, como ortofosfato), transformando-o em fósforo orgânico particulado. O zooplâncton herbívoro consome o fitoplâncton e incorpora uma parte desse fósforo em seus tecidos biológicos. Esse processo de transferência de fósforo ocorre ao longo de toda a cadeia alimentar. Outra parte do fósforo consumido pelo nível trófico superior é excretada como fósforo orgânico e/ou inorgânico. Após retornar para a coluna de água, o fósforo inorgânico dissolvido é reciclado rapidamente, podendo ser novamente assimilado pelo fitoplâncton. O fósforo orgânico pode ser hidrolisado por enzimas sintetizadas por bactérias e/ou fitoplâncton, e posteriormente assimilado por esses organismos. Ambas as formas de fósforo (orgânica e inorgânica) podem também ser adsorvidas e dessorvidas do material particulado em suspensão, alternando entre as frações particulada e dissolvida, respectivamente. Os processos no ciclo biogeoquímico do fósforo são mais intensos em águas superficiais, porém também ocorrem em águas profundas (exceto a assimilação pelo fitoplâncton).

## Fontes e sumidouro de fósforo no oceano

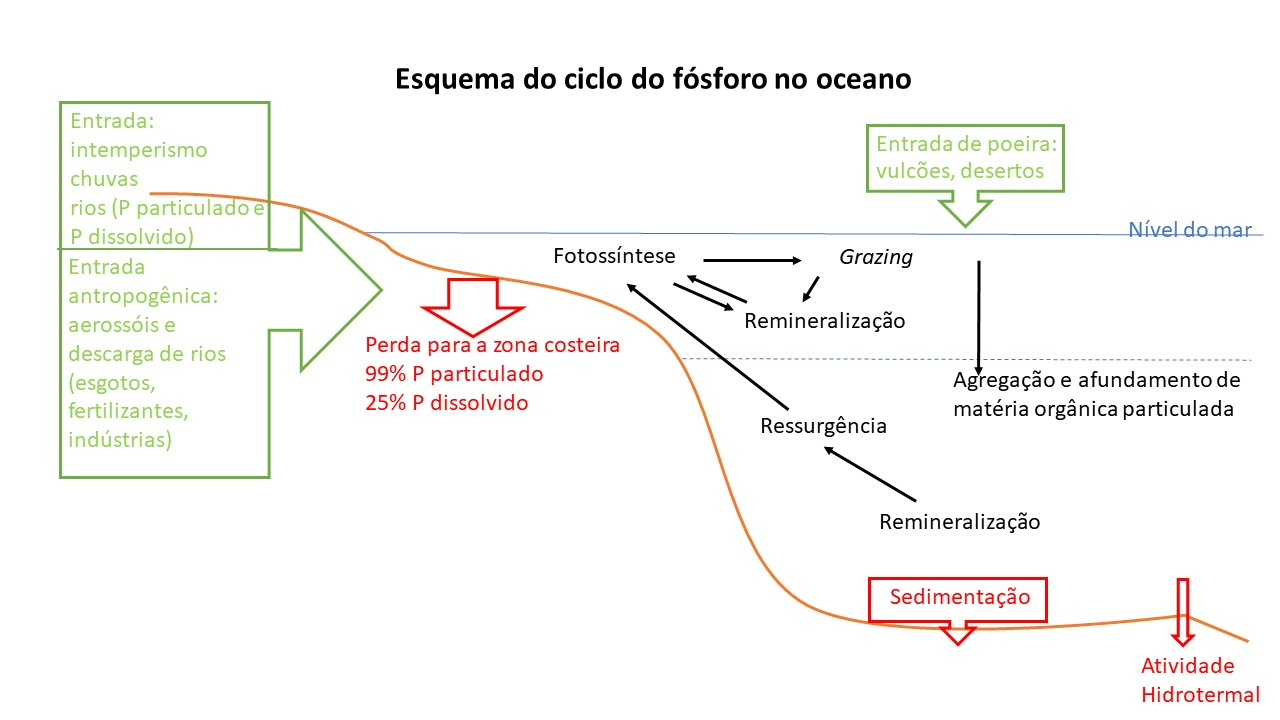
Esquema do ciclo do fósforo no oceano, mostrando fontes (verde), sumidouros (vermelho) e processos envolvidos (preto).